# Ivan Mihailov
Ivan Mihailov, född 25 december 1944 i Sliven, Kungariket Bulgarien, är en bulgarisk före detta boxare.
Mihailov blev olympisk bronsmedaljör i fjädervikt i boxning vid sommarspelen 1968 i Mexico City.